# Cauchemar
Pour les articles homonymes, voir Cauchemar (homonymie).
 Mise en garde médicale

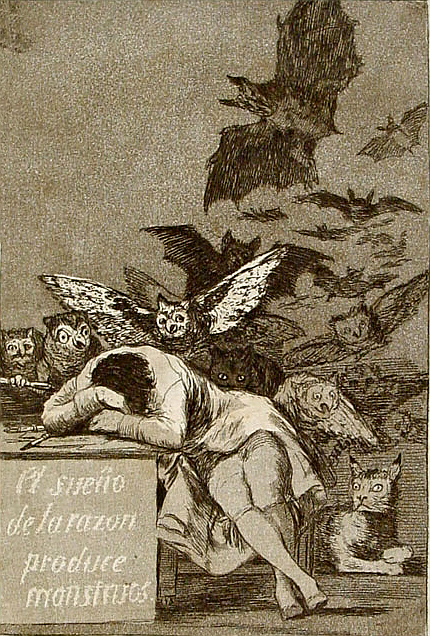
El sueño de la razón produce monstruos.

Un cauchemar est un rêve causant une forte émotion négative, le plus communément de la peur ou de l'horreur, mais également du désespoir, de l'anxiété ou une grande tristesse. Ce type de rêve peut impliquer des situations de danger, de mal-être psychologiques ou physiques, de terreur. Les rêveurs se réveillent souvent dans un état de détresse, et peuvent avoir du mal à retrouver le sommeil durant un certain temps.

## Étymologie

### Française
« Cauchemar » dérive de cauquemaire, utilisé au XVe siècle. Il est formé de caucher et de mare. Caucher dérive de cauchier (« presser »), qui est un probable croisement entre l'ancien français chauchier (« fouler », « presser ») XIIe siècle, le latin calcare (« talonner », « fouler aux pieds »), et la forme picarde cauquer. Mare provient du mot picard mare, emprunté au moyen néerlandais mare (« fantôme »), avec le même sens en allemand et en anglais,. La mara ou mare est un type de spectre femelle malveillant dans le folklore scandinave.
« Cauchemar » a eu une orthographe différente en fonction des localités et des époques : « cochemare » 1694, « cochemar » 1718, « cauchemare », « cauquemare » (Picardie), cauquevieille (Lyon), « chauchi-vieilli » (Isère), « chauche-vieille » (Rhône), « chaouche-vielio » (Languedoc), « cauquemare », « quauquemaire » (sorcière), « cochemar ».
Mare pourrait également signifier « jument ». Cette autre signification possible de mare est renforcée par l'association du cheval dans la mythologie populaire des cauchemars. Cauchemar, en anglais Nightmare, est souvent traduit « cavalcade » ou « jument de la nuit ». De plus, le mot allemand moderne Mähre signifie jument et est très proche du mot Mahr qui signifie cauchemar. L'étymologie du mot cauchemar n'est donc pas simple. L'explication de la jument est compatible avec l'analyse de la  racine indo-européenne MAR selon Ernest Jones. 
Selon Louis Dubosquet, le mot allemand nachtmaar signifie cheval de nuit, le mot anglais night-mare signifie vieille cavale de nuit, en hollandais et en flamand nacht-merrie signifie vieille cavale de nuit; en polonais mara signifie la cavale. Selon Dubosquet, le mot cauchemar lui-même vient des mots calca (basse latinité, pour calcatio = action de fouler) et mar, adouci du celtique march (cheval).
La définition et les caractéristiques communes du cauchemar, en fonction des sources et des époques sont celle d'une oppression sur la poitrine ou l'estomac, pendant le sommeil, et parfois, par extension, un rêve effrayant. Les caractères divergents et l'attribution des causes du cauchemar sont étudiés plus bas.

### Incubus
En latin, il n'existe pas de terme pour désigner le cauchemar. Par contre, il existe le terme incubus qui se traduit par « couché sur ». Le mot « incube » apparaît vers 1372.
Le terme incube est à l'origine utilisé spécialement par le monde ecclésiastique. Il désigne un démon de sexe masculin qui a des relations sexuelles avec les femmes endormies. Cette notion est en rapport direct avec Genèse VI, 1-14, dont saint Augustin a fait un commentaire dans La Cité de Dieu. Ce commentaire a d'ailleurs été repris pendant l'inquisition par Henri Institoris et Jacques Sprenger dans le Malleus Maleficarum, traité d'Inquisition en 1486. Ce thème de l'enfantement à partir des anges ou des démons n'est pas le seul : il en est question dans Le livre d'Enoch - chapître 7, dans l'ouvrage de Balthazar Bekker en 1694. L'incube a une connotation sexuelle très forte. Mais le produit de ces unions est tout aussi important.
Des considérations théologiques, le terme incube est passé dans le domaine médical progressivement, pour désigner le cauchemar : « que donne le peuple à une certaine maladie ou oppression d'estomac, qui fait croire à ceux qui dorment que quelqu'un est couché sur eux : ce que les ignorants croient est causé par le l'Esprit malin. En Latin Incubus, Ephialtis en Grec. » (Dictionnaire de Furetière, édition 1690). En italien, le même mot souvent employé au pluriel — incubi — désigne les cauchemars dans le langage quotidien.
Et encore Martín Antonio Delrío au XVe siècle, en parlant des incubes, succubes et démons : « l'oppression toutefois, et quasi-suffocation ne provient pas toujours de la part de ces démons, aussi bien souvent d'une espèce de maladie mélancolique que les Flamands appellent Mare, les Français Coquemare et les Grecs Ephialtes, lorsque le malade a opinion d'un pesant fardeau sur la poitrine, ou d'un Démon qui veut faire force à sa pudicité. »
De même pour Ambroise Paré. C'est Louis Dubosquet en 1815 qui va s'attacher, dans sa thèse de médecine, à faire remplacer le terme incubus par cauchemar, et à sa suite, les dictionnaires de médecine utiliseront cauchemar.
- En Côte d'Ivoire, il existe une croyance en des femmes de nuit ou maris de nuit. Selon cette croyance, une de ces entités peut hanter les rêves d'une personne jusqu'à l'empêcher de ressentir des sentiments pour des personnes de chair et d'os. Cette croyance est notamment évoquée dans le cadre d'un couple pour justifier la perte d'intérêt d'un conjoint pour l'autre.

### Éphialtès

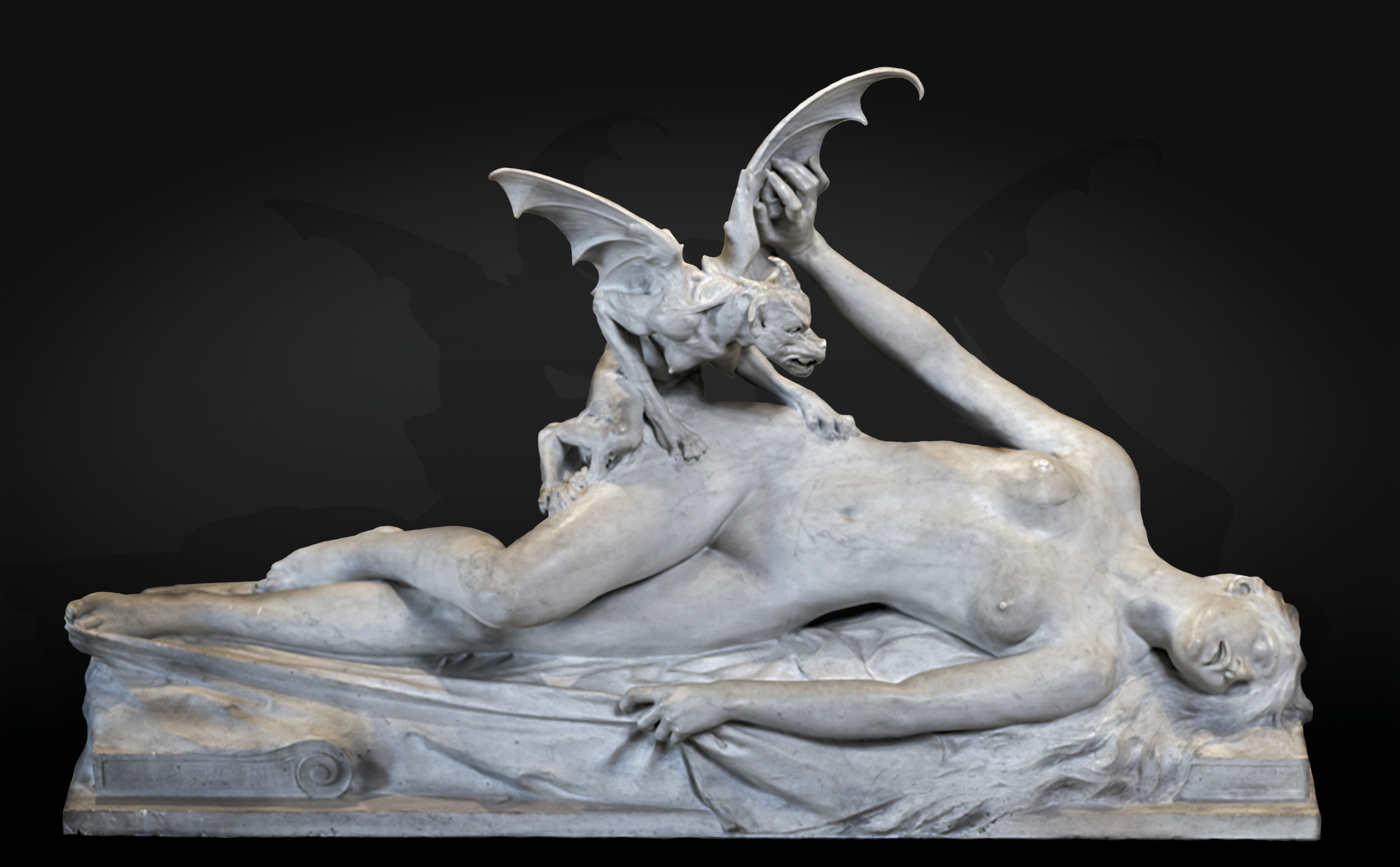
Eugène Thivier : Le cauchemar.

Hippocrate employait le terme ἐφιάλτης / éphiáltes pour désigner le cauchemar. C'est lui qui décrit le premier les manifestations du cauchemar. Ce terme est désigné dans le sens d'une description médicale plutôt que dans celle d'une superstition. Il sera repris par Oribase (IVe siècle), Macrobe (400), Caelius Aurélianus, Aétius (Ve siècle) et Paul d'Égine. Les descriptions du cauchemar par les Grecs correspondent à ce qui a été décrit sous le terme d'éphialtès. Celui-ci sera abandonné en France au Moyen Âge, bien que, curieusement, le médecin et botaniste français François Boissier de Sauvages de Lacroix (1706-1767) l'utilise à nouveau. En revanche, le terme en question restera dans la littérature médicale en langue allemande jusqu'à la fin du XIXe siècle.
L'étymologie d’éphialtès est donc « se jeter, sur », mais à la différence d'incubus, elle exprime plus l'agression violente. Ceci est d'ailleurs conforme à la mythologie grecque. Il existe deux Géants du nom d'Éphialtès : celui de première génération : Éphialtès fils de Gaïa. Robert Graves raconte que, pour venir à bout des Géants, il existe une plante nommée ephialtion (qu'aucun mythographe ne cite) qui est « un spécifique des cauchemars ». Dans la légende de la mort de Porphyrion et de Pallas, deux autres Géants de première génération, c'est toujours Héraclès, qui donne le coup fatal. Selon Graves, c'est donc Héraclès qu'on invoque « lorsqu'on est en proie aux cauchemars érotiques qui vous surprennent à n'importe quelle heure de la journée » et celui appartenant aux Géants tardifs : Éphialtès fils de Poséidon, frère jumeau et aîné d'Otos. Toujours pour Robert Graves, les frères jumeaux, « fils de « l'aire à battre le blé » par « celle qui donne la vigueur aux organes sexuels », personnifient les Incubes ou cauchemars érotiques qui étouffent les femmes et leur font outrage pendant leur sommeil ».

## Symptomatologie générale
Au début du XIXe siècle, Louis Dubosquet écrit : « Le caractère principal de cette affection [le cauchemar] consiste dans le sentiment d’une forte pression que le malade attribue à un poids quelconque ».
L'objet de cette section n'est pas de recenser l'ensemble des conceptions du cauchemar au cours de l'histoire, mais au contraire d'en dégager les points communs et les principales divergences. Et il existe bien un point commun à travers toutes les descriptions du cauchemar. Il s'agit des notions de « suffocation », « état lourd », « poids lourd », « serrement », « oppression », « forte pression ». L'endroit du corps d'où originent ces sensations sont la poitrine et l'estomac.
Les auteurs sont : Thémison de Laodicée, Soranos, Oribase IVe siècle, Aétius Ve siècle, Paul d'Egine, des médecins Arabes, Ambroise Paré, Schenck 1665, François Boissier de Sauvages de Lacroix fin XVIIIe siècle, Dubosquet Louis 1815, Macario 1857, Ernest Jones 1931, Guy Hanon 1987.
Des notions assez souvent retrouvées sont la perte de la parole, de la voix, « impossibilité d'émettre un son ». Mais aussi l'inverse, « pousse des cris de terreurs », « vocalisation ».
Parmi les notions divergentes, deux sont à retenir, car elles sont encore sources de discussion : les notions de « paralysie » et « immobilité du corps » (Aétius), « sentiments d'impuissance » (Macario), Ernest Jones et les notions inverses : « mouvements convulsifs » (Boissier de Sauvages), « somnambulisme » avec Cullen 1712-1790, « agitation » avec Dubosquet, « participation motrice » avec Guy Hanon. Des descriptions plus rares sont données comme : « asthme nocturne » (Galien), « dyspnée » (Boissier de Sauvages), « hallucinations » avec Fodéré 1817, « rêve pénible » (Baillarger Jules).

## Descriptions attribuées
Certaines descriptions ont été attribuées par plusieurs philosophes et médecins. Pour Oribase et certains médecins arabes, le cauchemar est une forme nocturne d'épilepsie.
Pour Galien, il s'agit d'un asthme nocturne. Selon Boissier de Sauvages, l'angoisse du cauchemar n'est que la conséquence d'un obstacle à la respiration, ceci générant « l'idée d'un démon malfaisant ». Il recense six types de cauchemars : éphialte pléthorique, éphialte stomachique (ou épilepsie nocturne dans lesquelles les craintes du jour reviennent la nuit), causés par l'hydrocéphale, éphialte vermineux, éphialte tertianaria (tient de l'incube et de l'épilepsie) et éphialte hypocondriaque.
Pour Dubosquet, il s'agit d'une maladie nerveuse. Pour Auguste Motet (1867), il existe deux types de cauchemar : l'un en rapport avec la traduction des sensations corporelles de l'organisme pendant le sommeil en idées, l'autre en rapport avec « l'exercice de la mémoire et de l'imagination ». Ernest Jones pense que le cauchemar exprime un conflit psychique relatif à un désir incestueux. Pour Michel Collée (1987), le cauchemar est en rapport avec une « souffrance innommable d'une altérité que le désir suscite, une image qui signe l'inaccessibilité de la parole à en rendre compte ». Pour Guy Hanon (1987), le cauchemar est une attaque d'angoisse massive avec vocalisation.

## Types
- Mauvais rêve : dans le langage populaire, le cauchemar est un mauvais rêve[17],[18]. Il en est de même au sein de la psychiatrie, notamment Jean-Michel Gaillard, docteur en médecine, spécialiste en psychiatrie, à Genève. Le  DSM-IV dans sa classification des troubles du sommeil oppose le cauchemar aux terreurs nocturnes. Dans ce cadre, le cauchemar est bien loin des descriptions historiques et ne colle plus avec les descriptions initiales (suffocation, état lourd, poids lourd, serrement, oppression, forte pression). Il y a comme une nouvelle mutation de la définition du cauchemar.
- Terreur nocturne et paralysie du sommeil : on distingue, actuellement, deux autres types de cauchemar. Le premier est la terreur nocturne : la terreur nocturne est particulière du fait qu'elle est innommable. Le rêveur ne s'en souvient pas lors de son réveil. Elle ne semble pas s'intégrer dans une histoire et elle est plutôt faite de caractéristiques physiques telles que la transpiration, la tachycardie, difficultés à respirer, sensation de poids sur la poitrine, obnubilation, agitation, cris. Le retour à la conscience normale est plus ou moins long, et le rêveur peut se rendormir comme si de rien n'était. Le deuxième type, celui de la paralysie du sommeil, est définie comme étant un éveil (réel ou halluciné) pendant la période physiologique de paralysie du sommeil. Elle génère des symptômes d'angoisse, de peurs, du même ordre que ceux des terreurs nocturnes, mais il existe en plus des phénomènes hallucinatoires connexes non décrits dans les terreurs nocturnes (du fait de l'amnésie de ces dernières). Ces deux entités ont, nous l'avons vu, un rapport certain avec le cauchemar. Mais ne peuvent, chacune séparément, définir le cauchemar dans son intégralité. Amédée Dechambre (médecin français, 1812-1886) a vu fort juste lorsqu'il a écrit : on donne une valeur nosologique à un symptôme arbitrairement distrait d'un ensemble fort variable de phénomènes morbides en parlant du cauchemar.

En conclusion, tout se passe comme si le cauchemar pouvait regrouper sous son terme des notions aussi différentes que mauvais rêve, terreurs nocturnes et paralysie du sommeil.

## Causes
Plusieurs causes peuvent être à l'origine des cauchemars. Les individus souffrant de stress post-traumatique revivent l’événement traumatisant sous forme de reviviscences, dont ils n'arrivent pas à se défaire.
Le sevrage ou la réduction de la consommation d'alcool ou de benzodiazépines peuvent également être à l'origine des cauchemars. Certaines substances médicamenteuses comme les hypnotiques, les bêta-bloquants peuvent également y contribuer.
Généralement, les cauchemars sont le résultat de pensées (souvent néfastes) qui ont été imaginées par l'individu récemment, et qui « sortent » de la mémoire lors du sommeil sous forme de cauchemar. Ce sont des passages qui traumatiseront l'individu, et sont souvent des moments violents, imaginés ou même visualisés dans la vie courante et toujours durs à supporter pour la personne.
D'autres cauchemars apparaissent sans cause apparente et ne s'expliquent pas non plus pour le rêveur. Ils sont l'expression de conflits internes importants qui ont été refoulés, comme des désirs et besoins individuels et les obligations et devoirs imposés ou encore, les conflits entre des buts contradictoires entre lesquels l'individu n'arrive pas à choisir.

## Chez les enfants
Certains personnages pourraient être classés en se fondant sur leur seule identité, mais c’est un critère empirique dont il ne faut pas abuser et qui est toujours secondaire par rapport à la détermination morphologique des types, c’est-à-dire à leur classification en fonction des actions qu’ils exécutent.
Caractéristique majeure des cauchemars des enfants, nombre de personnages se répartissent dans deux des types et certains dans les trois. Ainsi, les parents, et autres membres de la famille, bien qu’ils soient le plus souvent considérés comme des victimes, font souvent fonction d’auxiliaire, avec une fréquence relative et des types d’interventions qui sont comme la marque de leur puissance respective. De surcroît, bien que dans un très petit nombre de cas, le père ou la mère remplissent les fonctions de l’agresseur, il faut le mentionner. Cette labilité des éléments du cauchemar de l’enfant, dont on trouvera plus loin d’autres exemples (changements de rôles, suites d’actions qui s’opposent ou se contredisent) pourra être mise en rapport avec la nature de l’angoisse et de son expression dans le cauchemar de l’enfant, qui témoigne d’un monde mouvant et peu sûr et dont différents éléments peuvent revêtir des valeurs opposées. Outre la mise en évidence d’éléments du cauchemar, sur lesquels l’interprétation de leur contenu pourra s’appuyer, la typologie  des personnages suggère une classification des récits en fonction des types de chacun d’entre eux actualise.
Les animaux, objets, membres de la famille ou inconnus peuvent apparaître dans le cauchemar d'un enfant.

## Traitements
Pour les personnes souffrant de cauchemars chroniques, certains psychologues, tels Celia Green, Stephen LaBerge ou Antonio Zadra, recommandent l'apprentissage du rêve lucide pour apprendre à reconnaître l'état de rêve et se débarrasser de sa peur,.
Peretz Lavie (en), psychologue et physiologiste du sommeil et de ses désordres, mentionne, sans plus de références, qu'il existe des techniques pour ne plus se souvenir de ses rêves, ce qui aiderait les personnes souffrant de cauchemars.

## Mythes
Deux thèmes s'entremêlent de différentes façons autour de la notion de cauchemar : celui de la mort et celui de la chevauchée infernale. Ces deux thématiques, illustrées la plupart du temps par le sentiment d'oppression sur la poitrine, sont ressenties par le rêveur comme une association d'une angoisse extrême et d'un sentiment d'impuissance.
Selon des croyances antiques (Pline l'Ancien, Histoire naturelle ; Ovide, Les Métamorphoses), joindre les mains ou serrer les poings est un moyen efficace pour se prémunir contre la magie. Caelius Aurelianus rapporte des traditions populaires selon lesquelles attraper l'Alp (créature réputée causer les cauchemars) par les doigts le fait fuir, conceptions retrouvées aussi en Allemagne et chez les Slaves, selon Wuttke, et Laistner.
Selon Wilhelm Rosher « toutes ces suppositions sont bien entendu basées sur l’expérience que le cauchemar disparaît aussitôt que le dormeur récupère, par un petit mouvement des extrémités (doigts et orteils), sa capacité de bouger ».